# Doliocarpus areolatus
Doliocarpus areolatus är en tvåhjärtbladig växtart som beskrevs av Kubitzki. Doliocarpus areolatus ingår i släktet Doliocarpus och familjen Dilleniaceae. Inga underarter finns listade i Catalogue of Life.